# HD 32482
HD 32482，又名BD+21 755，SAO 76939、HR 1633，是一颗恒星，视星等为6.19，位于銀經181.21，銀緯-12.01，其B1900.0坐标为赤經4h 58m 23.9s，赤緯+21° -12.01′ 16″。